# Blepephaeus marshalli
Blepephaeus marshalli là một loài bọ cánh cứng trong họ Cerambycidae.